# 篝警部補の事件簿
『篝警部補の事件簿』（かがりけいぶほのじけんぼ）は、2003年から2008年までテレビ東京・BSジャパン共同制作で放送された刑事ドラマシリーズ。全4回。原作･原案は浅黄斑。主演は榎木孝明。
放送枠は「女と愛とミステリー」（第1作 - 第2作）、「水曜ミステリー9（第1期）」（第3作 - 第4作）。

## キャスト

### 神奈川県警捜査一課
篝俊輔
演 - 榎木孝明
階級は警部補。16年前に婚約者を暴走族に襲撃され、殺される（事件は未解決）という過去を持つ。その時に、帰宅中の彼女を送り届けられなかった後悔が警官になるきっかけとなる。東大の大学院で美学を専攻していたが、その後中退した。
滝川緑
演 - 小田茜（第2作 - 第4作）
階級は巡査部長。篝とコンビを組む。学歴は横浜の大学を卒業している。
梅宮圭介
演 - 河原崎建三（第1作・第2作）
係長。階級は警部。
柳田
演 - 浜田晃（第3作・第4作）
捜査一課長。階級は警視。
大貫
演 - 宮下直紀（第3作・第4作）
階級は警部補。
原田
演 - 岡本光太郎（第3作・第4作）
階級は巡査部長。
榊原
演 - 渡部大輔
階級は巡査部長。

### その他
松川文雄
演 - ガッツ石松
経歴：山梨県警の刑事（第1作）
→ 横浜の弁護士事務所の調査員（第2作）
→ 私立探偵（第3作・第4作）
元刑事で、浮気調査を主とする探偵として独立している（第3作）。篝が個人的に、身辺警護などの仕事を依頼する事がある。
ランプのマスター
演 - 小川剛（第1作・第2作）

### ゲスト
第1作「富士六湖殺人水脈」（2003年）
- 田村（鑑識員） - 志賀圭二郎
- 一ノ瀬（警部） - 松井範雄
- 早川（山梨県警 警部補） - 藤沢慎一
- 加納（山梨県警 刑事） - 辰巳佳太
- 山田（富士吉田北警察署 巡査部長） - 望月太郎
- 検死官 - 渡辺寛二
- 大橋（観察員） - 井上智之
- 古西市三（千都子の夫） - 沢井小次郎
- 古西千都子（バー「ミルキーウェイ」ママ・元風俗嬢） - 赤間麻里子（中学時代：中島妙子）
- 丸木裕美（ウェイトレス） - 小林香織
- 裕美の恋人 - 森田大介
- 山根久美子（千都子と交友のあった女性・元風俗嬢） - 片桐はいり
- 山根義夫（久美子の夫） - 赤間浩一
- 久美子の隣家の主婦 - 曽川留三子
- 歌川千晶（光子の妹） - 遠野凪子
- 歌川尚之（千晶の父） - 有川博
- 蕎麦屋の女将 - 今井和子
- 神戸の老婦人 - 池田道枝
- 電鉄の社員 - 町田真一
- 工房のスタッフ - 矢崎文也、ノア・ルザム
- ウェイトレス - 田口育実
- アナウンサー - 田島俊弥
- 歌川光子（篝俊輔の恋人・16年前死亡） - 関根繭弥
- 志賀一草（染色工芸家） - 神山繁
- 志賀朱美（志賀の妻・染色デザイナー） - いしのようこ（中学時代：井上優里菜）

第2作「八丈・金沢殺人水脈」（2004年）
- 佐伯（刑事） - モロ師岡
- 黒川（刑事） - 藤岡太郎
- 団野（八城島警察署 刑事） - 蛭子能収
- 島村（金沢警察署 刑事） - 越村公一
- 滝川朝子（滝川緑の母） - 白川和子
- 鑑識 - 坂田雅彦
- バイク屋 - 深見亮介
- 高畠修（10年前の跳び箱事件の主犯格） - 飯田英樹
- 橋場耕造（10年前の跳び箱事件の主犯格） - 平塚真介
- 土田龍哉（10年前の跳び箱事件の主犯格） - 杉山功
- 伊吹哲典（伊吹悟の父） - 益岡徹
- 伊吹哲馬（伊吹悟の祖父） - 内藤武敏
- 金田良子（交通事故で夫と息子を亡くした女性） - とよた真帆

第3作「浅間大滝殺人水脈」（2005年）
- 三宅（神奈川県警捜査一課 警部・指揮班班長） - 近童弐吉
- 谷村（神奈川県警捜査一課 刑事） - 山﨑秀樹
- 寒川（群馬県警 刑事） - 内田健介
- 田辺公一（会社員・横浜文理大学 元硬式テニス部員） - 大鶴義丹
- 田辺由美（田辺と雅美の娘） - 仲川みきえ
- 大江孝子（会社員・田辺の大学の同期） - 井上晴美
- 内田亮輔（中学校教師） - 五十嵐明
- 近松裕之（近松運送 社長） - 池田政典
- 杉本光太郎（ホームレス・本名「多田誠一」） - 横堀悦夫
- 宮本（ICU担当の医師） - 朝倉伸二
- ホームレス - 鈴木正幸、住若博之
- 近松房子（近松の妻） - 佐野美幸
- 多田誠一（監察医・本名「杉本光太郎」） - 矢島健一
- 杉本ゆかり（近松の元婚約者・10年前死亡） - 三原伊織奈
- 田辺雅美（田辺の妻） - 床嶋佳子
- 拓巳匤丞、三浦麻子、鈴木健介、古山憲太郎、加藤亜矢子、渡部直也、森亮樹、漆山葵、平井辰夫、岡本哲、小池榮

第4作「古都鎌倉・奇跡の石殺人水脈」（2008年）
- 錦織清香（ニシキオリ宝石 社長・達広の娘） - 秋本奈緒美
- 錦織達広（ニシキオリ宝石 会長） - 佐原健二
- 錦織治子（達広の後妻） - 長内美那子
- 錦織達樹（信一郎と清香の長男・中学3年生） - 吉武怜朗
- 佐々木智子（錦織家の家政婦） - 土屋貴子
- 羽根山（神奈川県警捜査一課 警部・指揮班班長） - 徳井優
- 大森（神奈川県警捜査二課 警部） - 越村公一
- 牧村（北鎌倉警察署刑事課 警部補） - 斉藤暁
- 冒頭の人質傷害犯 - 田上晃吉
- 池内（娘のティアラを買いにきた男性） - 谷本一
- 記者 - 木下涼介、南波有沙
- 刑事 - 住若博之
- ニシキオリ宝石 店員 - 入江純
- 小宮（北鎌倉警察署刑事課 刑事） - 倉沢学
- 宝石店店長 - 古舘寛治
- 三枝恵美（宝石詐欺の被害者・1年前投身自殺） - 稲葉さゆり
- 弘明寺の修行僧 - 岩間天嗣
- 池内（池内の娘） - 河野由佳
- 鮎川亮（ホストクラブ経営者） - ヒロシ
- 小田切美代子（信一郎の秘書） - 今村恵子
- 穴水誠一（便利屋） - 有薗芳記
- 錦織信一郎（ニシキオリ宝石 専務・清香の夫・入婿） - 佐戸井けん太

## スタッフ
- 原作・原案 - 浅黄斑
- 脚本 - 古坂圭子（第1作・第2作）、吉川次郎（第3作・第4作）
- 監督 - 出目昌伸（第1作・第2作）、松原信吾（第3作・第4作）
- 音楽 - 大島ミチル
- 選曲 - 山川繁
- 法律監修 - 奥野雅彦法律事務所
- 撮影 - 原一民（第1作・第2作）、羽方義正（第3作・第4作）
- 照明 - 中川勇雄（第1作）、渡邊孝一（第2作）、森谷清彦（第3作・第4作）
- 録音 - 内田誠
- カースタント - TA.KA
- 技術協力 - 映広（第1作・第2作）、テクノマックス（第3作）、ビデオフォーカス（第4作）
- 装飾 - 京映アーツ
- 編集・MA - TOVIC（第1作）、ソニーPCL（第2作）
- プロデューサー - 高倉三郎
- 制作 - テレビ東京、BSジャパン、東京映画新社（第1作・第2作）、IMAGICAディーシー21（第3作）、サイドエー（第4作）

## 放送日程
| 話数 | 放送日         | サブタイトル               | 原作                     | 脚本     | 監督     | 視聴率 |
| ---- | -------------- | -------------------------- | ------------------------ | -------- | -------- | ------ |
| 1    | 2003年04月30日 | 富士六湖殺人水脈           | 「富士六湖殺人水脈」     | 古坂圭子 | 出目昌伸 | 12.4%  |
| 2    | 2004年05月19日 | 八丈・金沢殺人水脈         | 「金沢・八丈殺人水脈」   | 古坂圭子 | 出目昌伸 | 10.7%  |
| 3    | 2005年12月14日 | 浅間大滝殺人水脈           |                          | 吉川次郎 | 松原信吾 | 09.1%  |
| 4    | 2008年04月16日 | 古都鎌倉・奇跡の石殺人水脈 | 「鎌倉・ユガ洞殺人水脈」 | 吉川次郎 | 松原信吾 |        |

- 視聴率はビデオリサーチ調べ、関東地区・世帯